# 三方崩山
三方崩山（さんぽうくずれやま）は、岐阜県大野郡白川村の両白山地の東部に位置する標高2,059 mの山である。白山国立公園内にある。

## 概要
山頂部から北東・南東・南西の三方向に赤茶けた大きな崩落地があることが、山名の由来である。1585年（天正13年）の白山大地震の際に、山頂部が大崩壊したものと考えられている。昔白山に住んでいた天狗の爪跡によるものであるという伝説もある。麓付近の斜面は針葉樹の植林地となっているが、その上部はウラジロナナカマド、ダケカンバ、ブナ、ミズナラなどの広葉樹林帯となっている。世界遺産の白川郷からは、南南西にその山容を望むことができる。東側の麓には白川郷平瀬温泉がある。ぎふ百山のひとつに選定されている。

## 登山
国道156号の道の駅飛騨白山から西に林道があり、その終点が登山口となっている。三方崩山への唯一の登山道である。道の駅飛騨白山に隣接するしらみずの湯からのルートは、岐阜県による「岐阜県山のグレーディング」で技術的難易度が「ランクB/(A-E)」（低い-中程度）、体力度が「4/1-10」（高め）とされている。山頂までの距離は、4.8 kmである。1,624 mの標高点までブナ林の急坂の樹林帯が続き、その先に南側が崩落している白ガレがある。その先は両側が切れ落ちたナイフリッジの痩せ尾根が山頂まで続く。山頂周辺はオオシラビソなどの針葉樹林帯となっている。山頂は東側が絶壁になっていて、東に猿ヶ馬場山、遠方に北アルプス・御嶽山・御母衣湖・鳩谷ダムなどを望むことができる。南東には別山を望むことができる。白山の大部分は奥三方岳に隠れる。山頂に二等三角点が設置されている。登山道の周辺には山小屋やキャンプ指定地はない。山頂から奥三方岳へと続く稜線はクマザサやオオシラビソなどの樹木が生い茂っている。登山道はなく、残雪期以外の歩行は困難である。

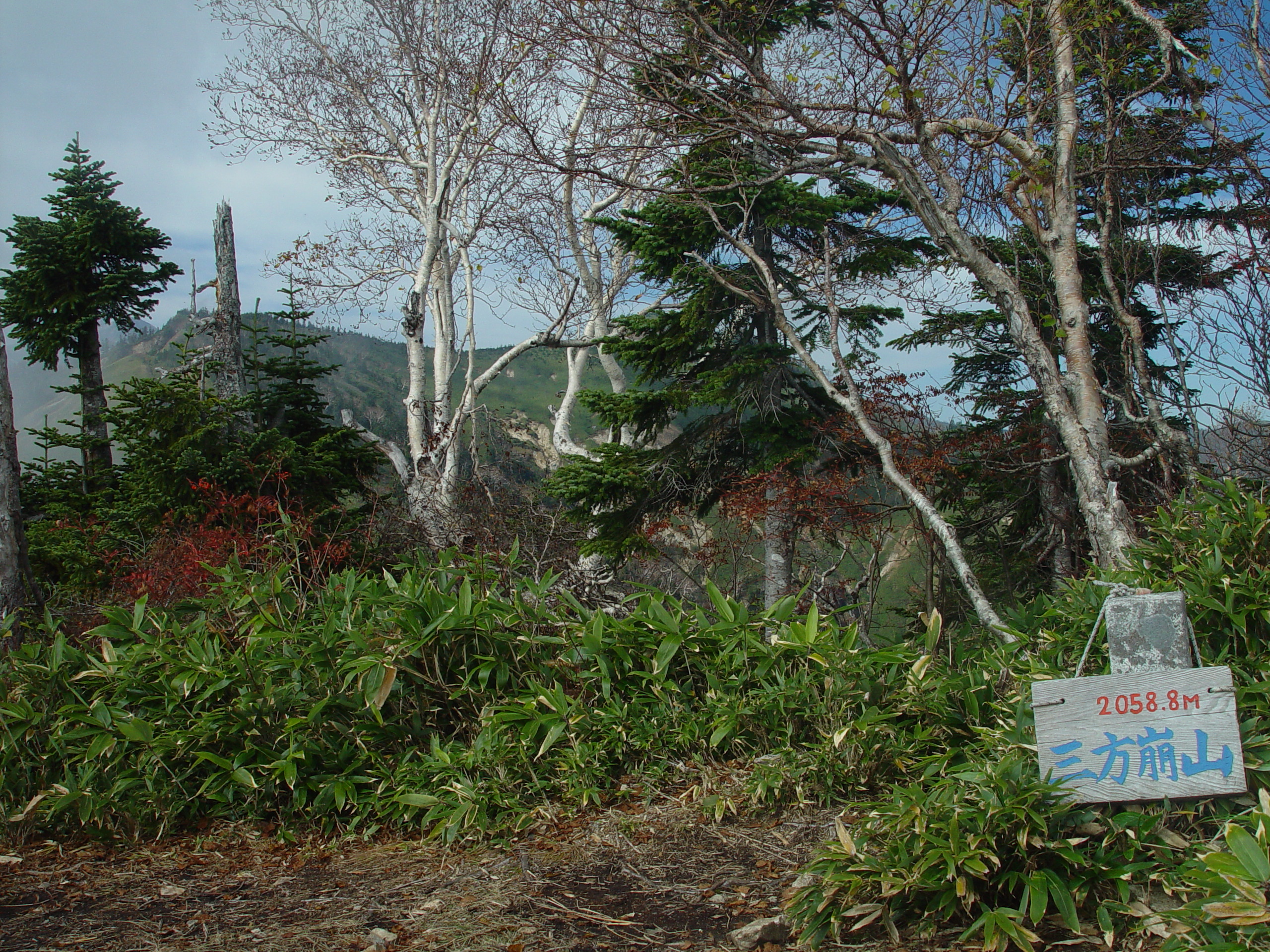
山頂には三角点が設置されている

### 登山道周辺の植物
登山道の下部ではイワウチワ、中腹部ではイワカガミ・コケモモ・ゴゼンタチバナ・ツマトリソウ・ブナ・ムラサキヤシオツツジ、上部ではウラジロナナカマド・オオバキスミレ・オヤマリンドウ・ニッコウキスゲなどの植物が見られる。 

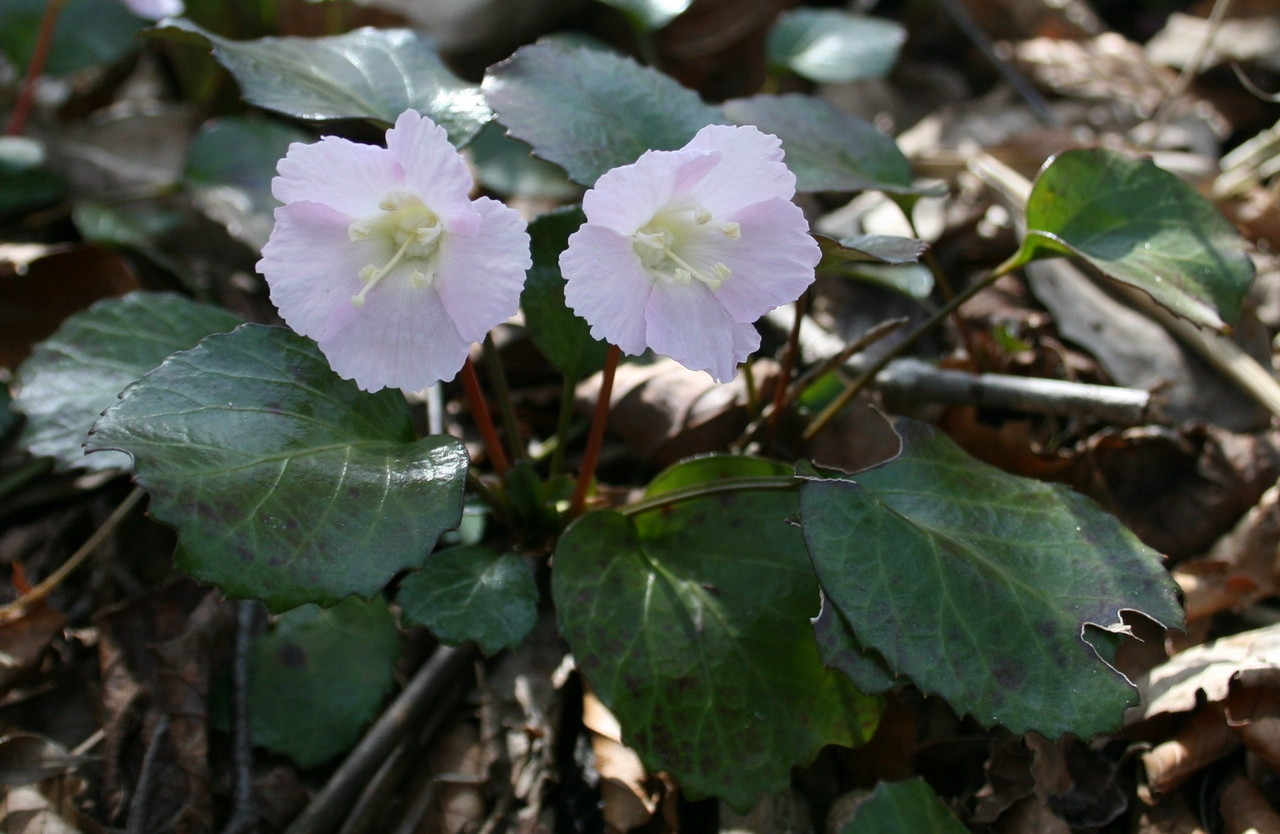
イワウチワ
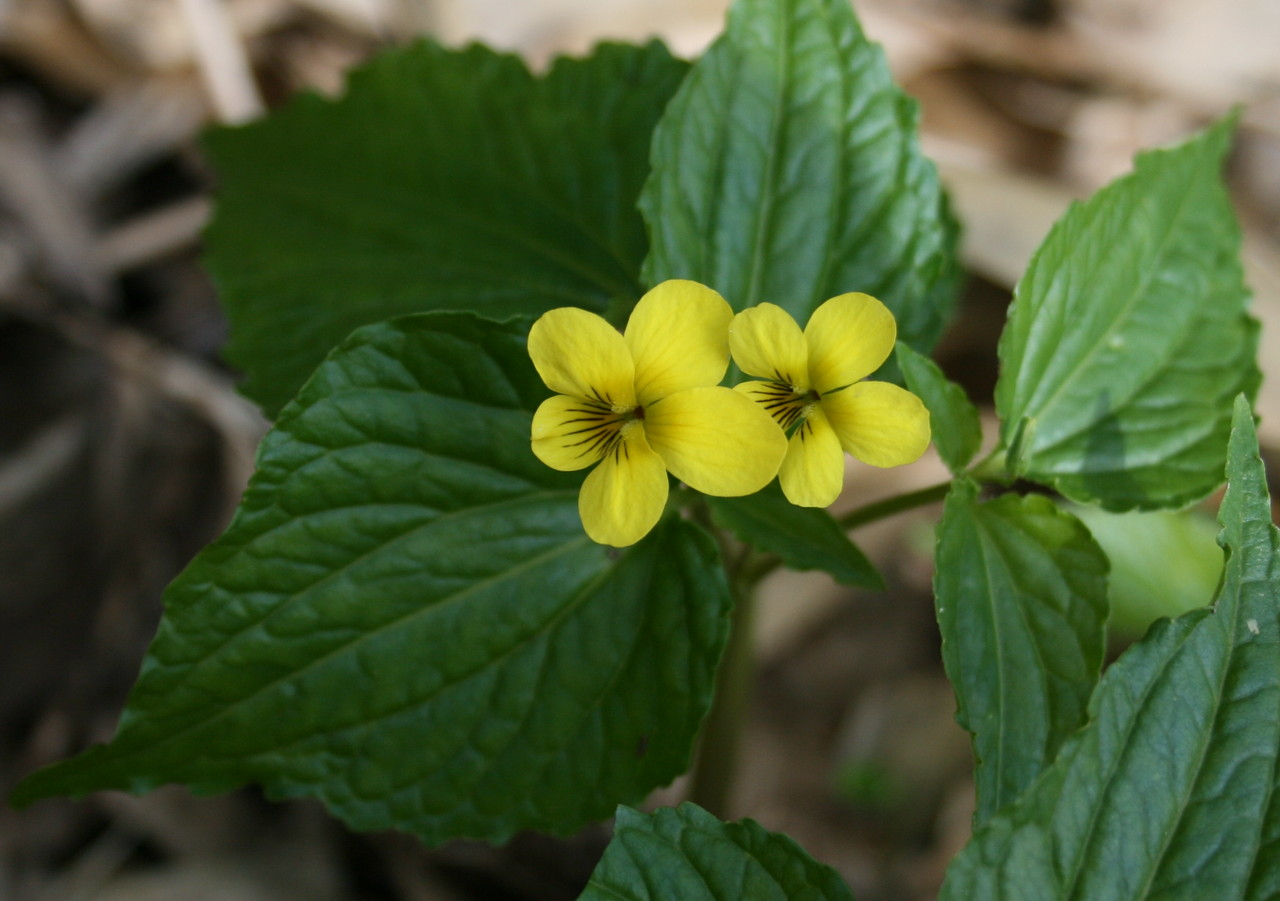
オオバキスミレ
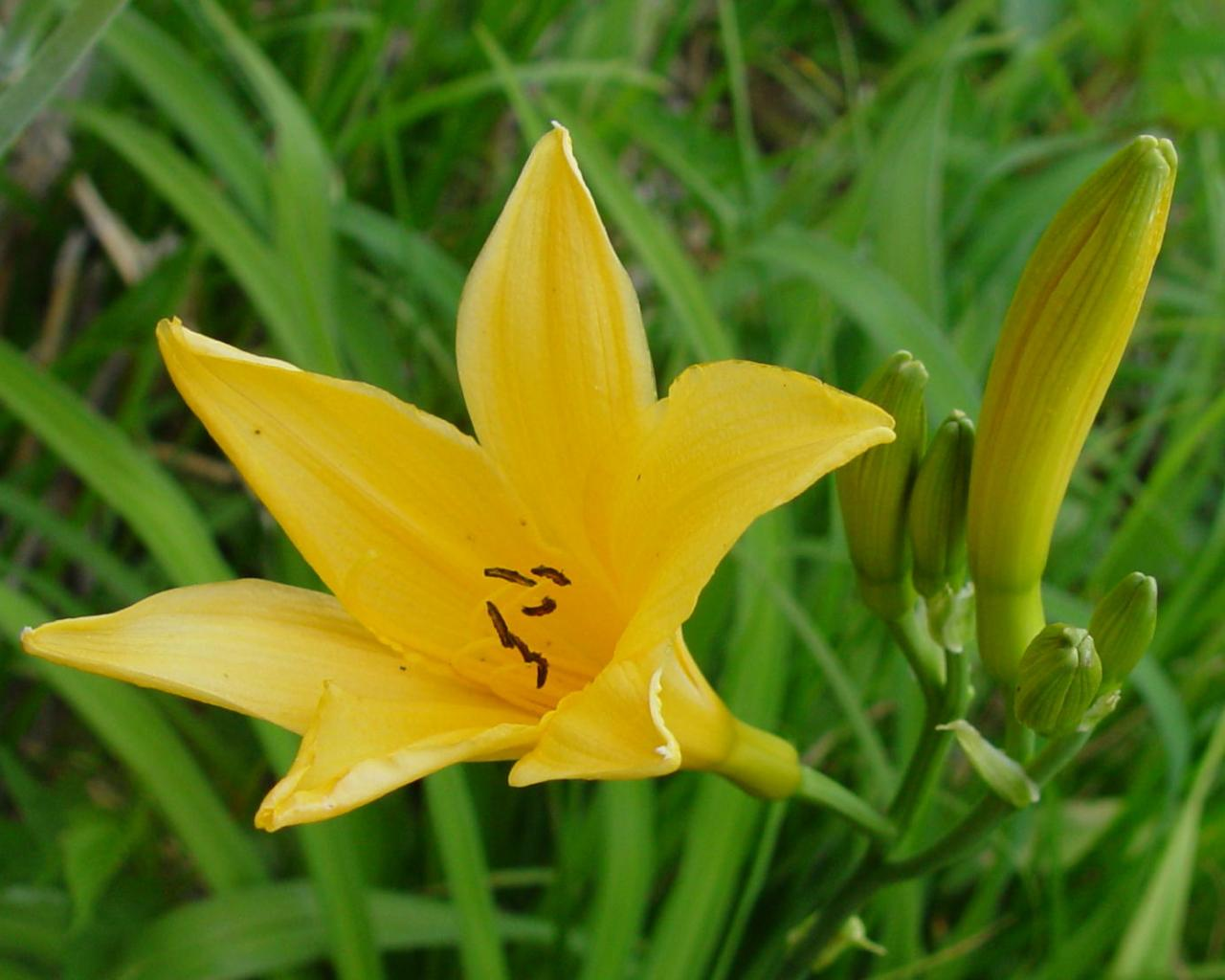
ニッコウキスゲ
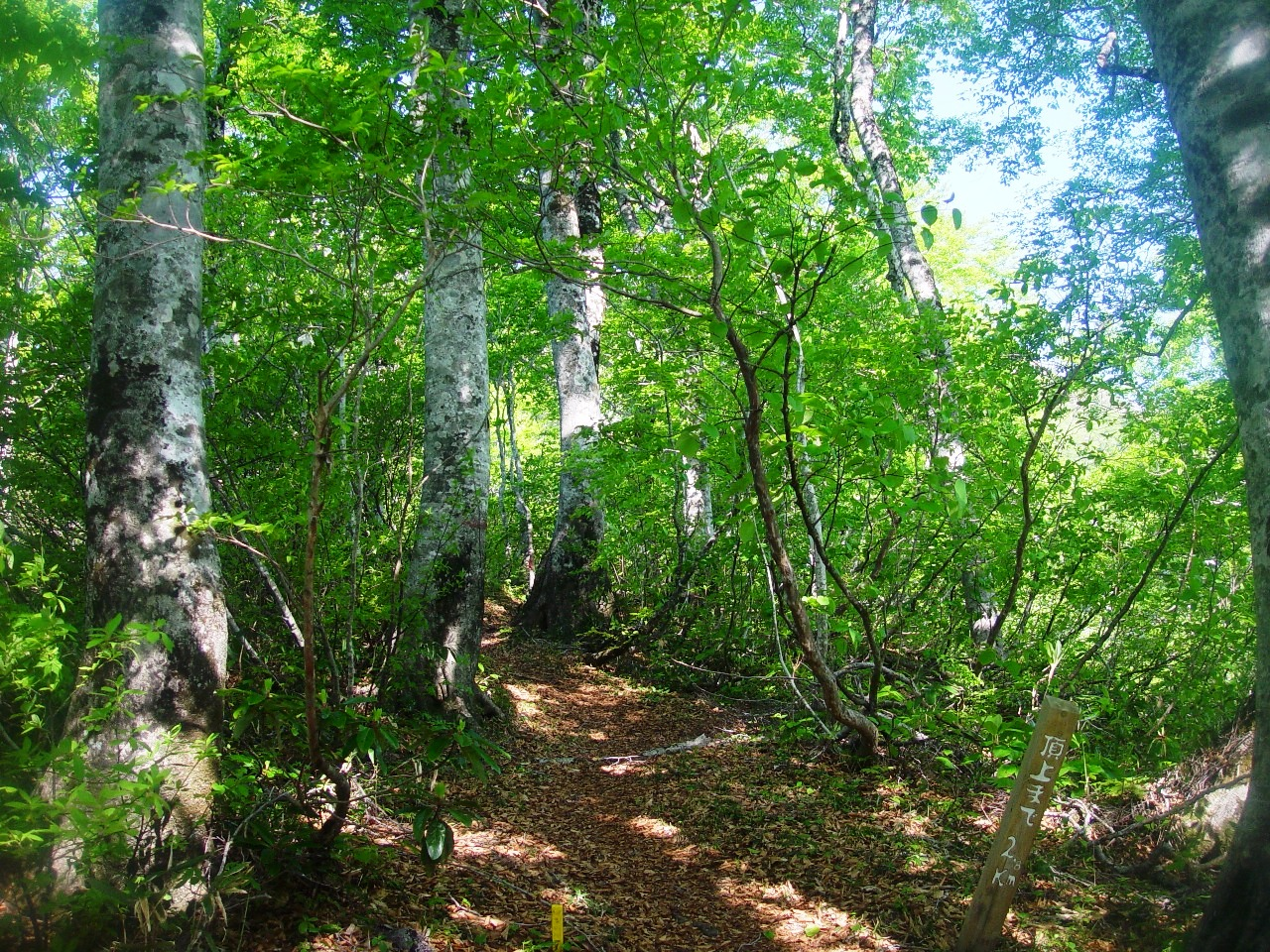
ブナ
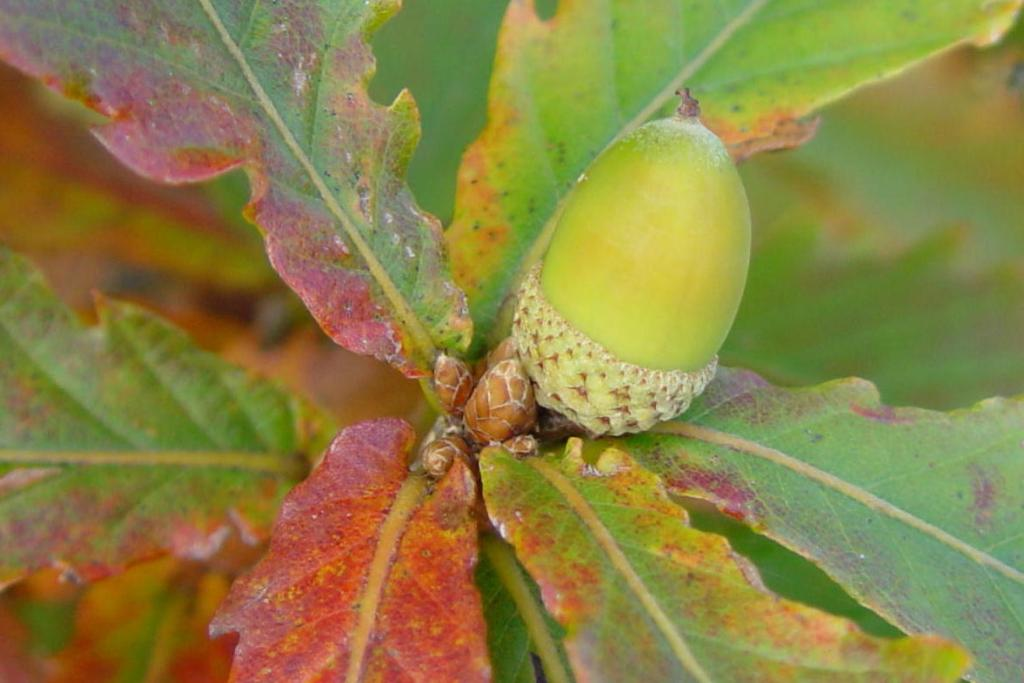
ミズナラ
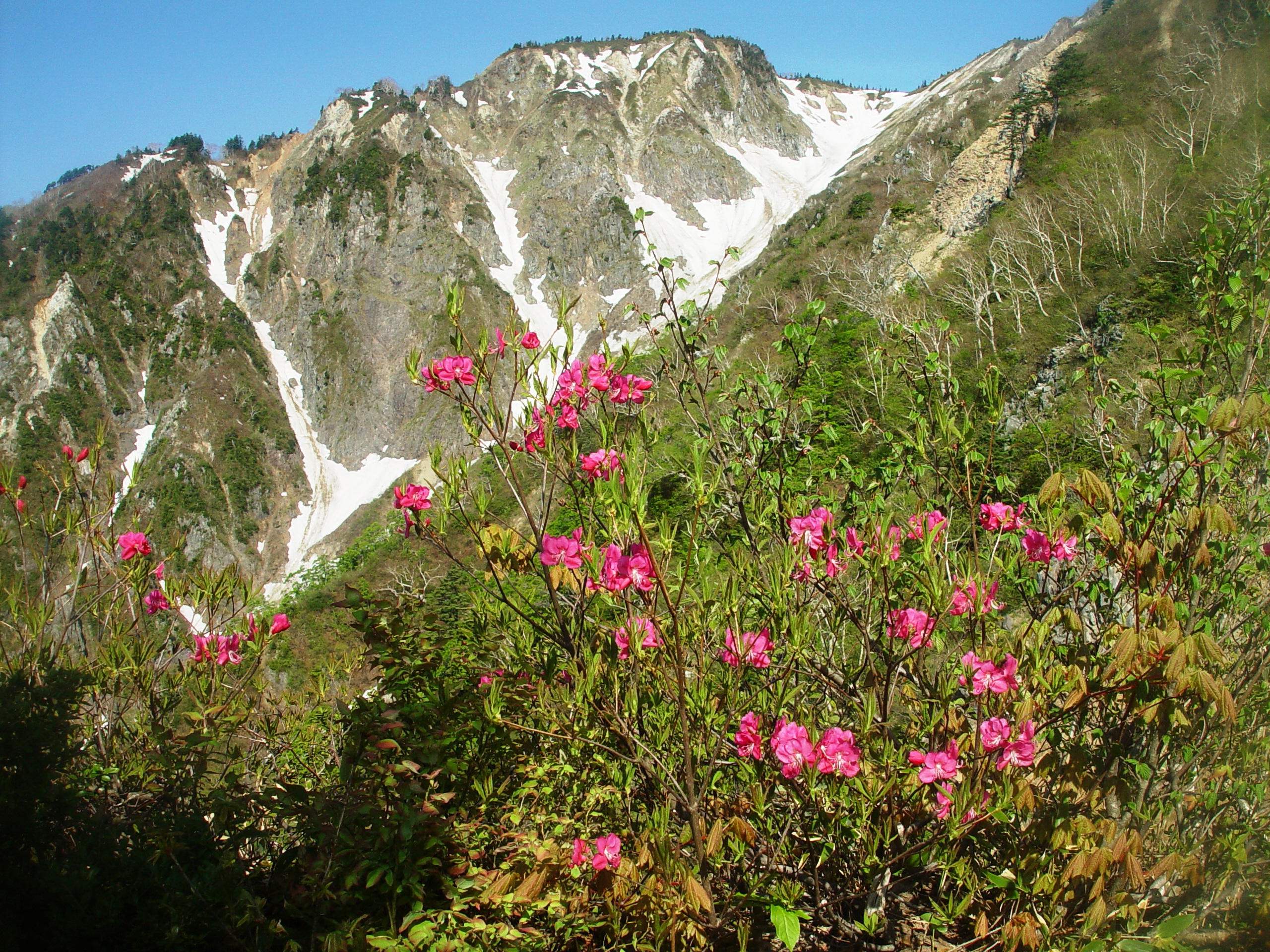
ムラサキヤシオツツジ

## 地理

### 周辺の山

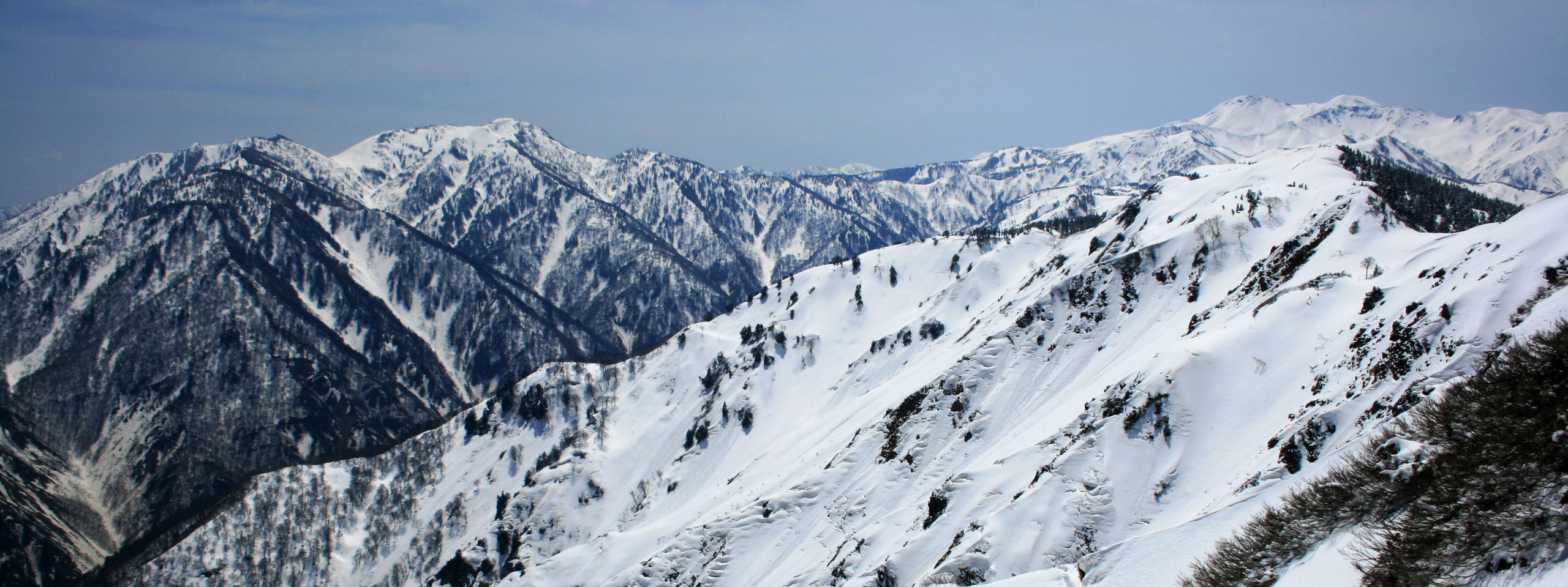
北方の三方岩岳から望む三方崩山と白山

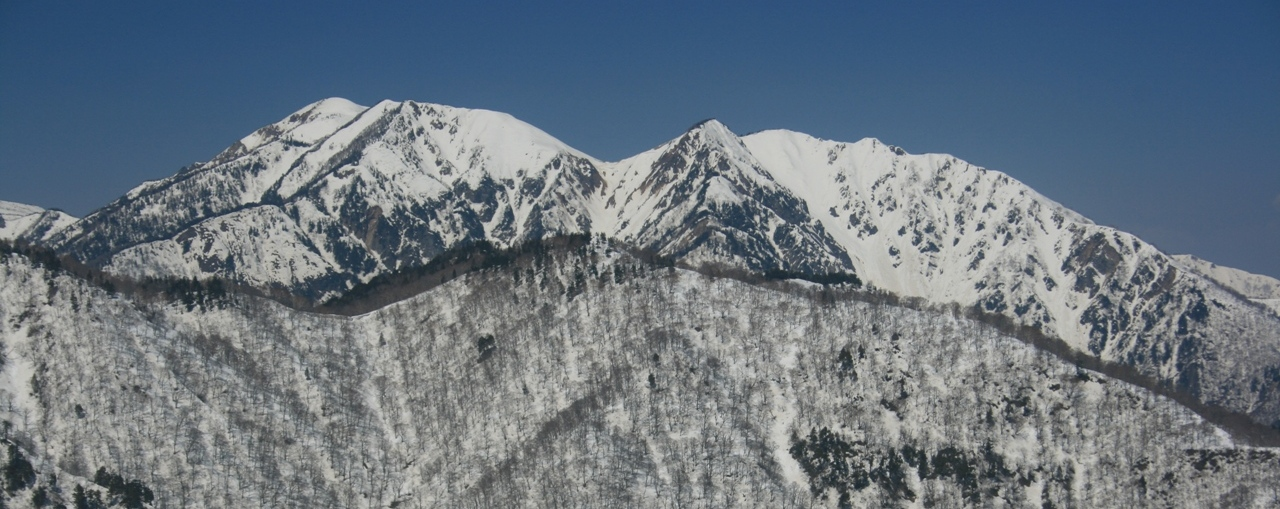
南方の日照岳から望む奥三方岳と三方崩山

両白山地の主稜線の間名古の頭から東に派生する尾根上にあり、山頂から西1.2 kmに奥三方岳がある。山頂の東側には、庄川を挟んで飛騨高地の人形山や猿ヶ馬場山などが対峙する。
| 山容                                                                | 山名       | 標高 (m) | 三角点等級 基準点名 | 三方崩山からの 方角と距離 (km) | 備考         |
| ------------------------------------------------------------------- | ---------- | -------- | ------------------- | ------------------------------ | ------------ |
| 三方崩山から望む鳩谷ダムと白川郷、遠景は人形山（2008年5月27日撮影） | 人形山     | 1,726    |                     | 北北東 20.2                    | 日本三百名山 |
| 野谷荘司山から望む猿ヶ馬場山と庄川の鳩谷ダム（2010年4月18日撮影）   | 猿ヶ馬場山 | 1,875    |                     | 東北東 9.1                     | 日本三百名山 |
| 東方から望む三方岩岳（2010年4月18日撮影）                           | 三方岩岳   | 1,736    |                     | 北 8.9                         | 日本三百名山 |
| 三方崩山から望む奥三方岳、左奥に白山（2011年4月10日撮影）           | 奥三方岳   | 2,150    |                     | 西 1.2                         |              |
| 三方崩山上部のナイフリッジと雪庇（2011年4月10日撮影）               | 三方崩山   | 2,058.65 | 二等 「三方崩岳」   | 0                              | ぎふ百山     |
| 奥三方岳ら望む白山（2011年4月10日撮影）                             | 白山       | 2,702.14 | 一等 「白山」       | 西南西 8.4                     | 日本百名山   |

### 源流の河川
以下の庄川の支流が源流の河川で、日本海へ流れる。山頂の南東6.4 kmには御母衣ダムがある。
- 岩屋谷、イハイ谷、大ノマ　（大白川の支流）。山頂南西の5.4 kmには大白川ダムがある。山頂の南西5 kmには白水滝がある。
- 湯ノ谷
- 弓ヶ洞谷
- シノマタ谷　（荒谷の支流）。山頂の北北東8.3 kmには鳩谷ダムがある。

### 交通・アクセス
- 東海北陸自動車道白川郷インターチェンジの南南西12 kmに位置する。
- 東山麓を国道156号が通り、山の南側を流れる大白川の左岸には岐阜県道451号白山公園線が通る。

## 三方崩山周辺の風景

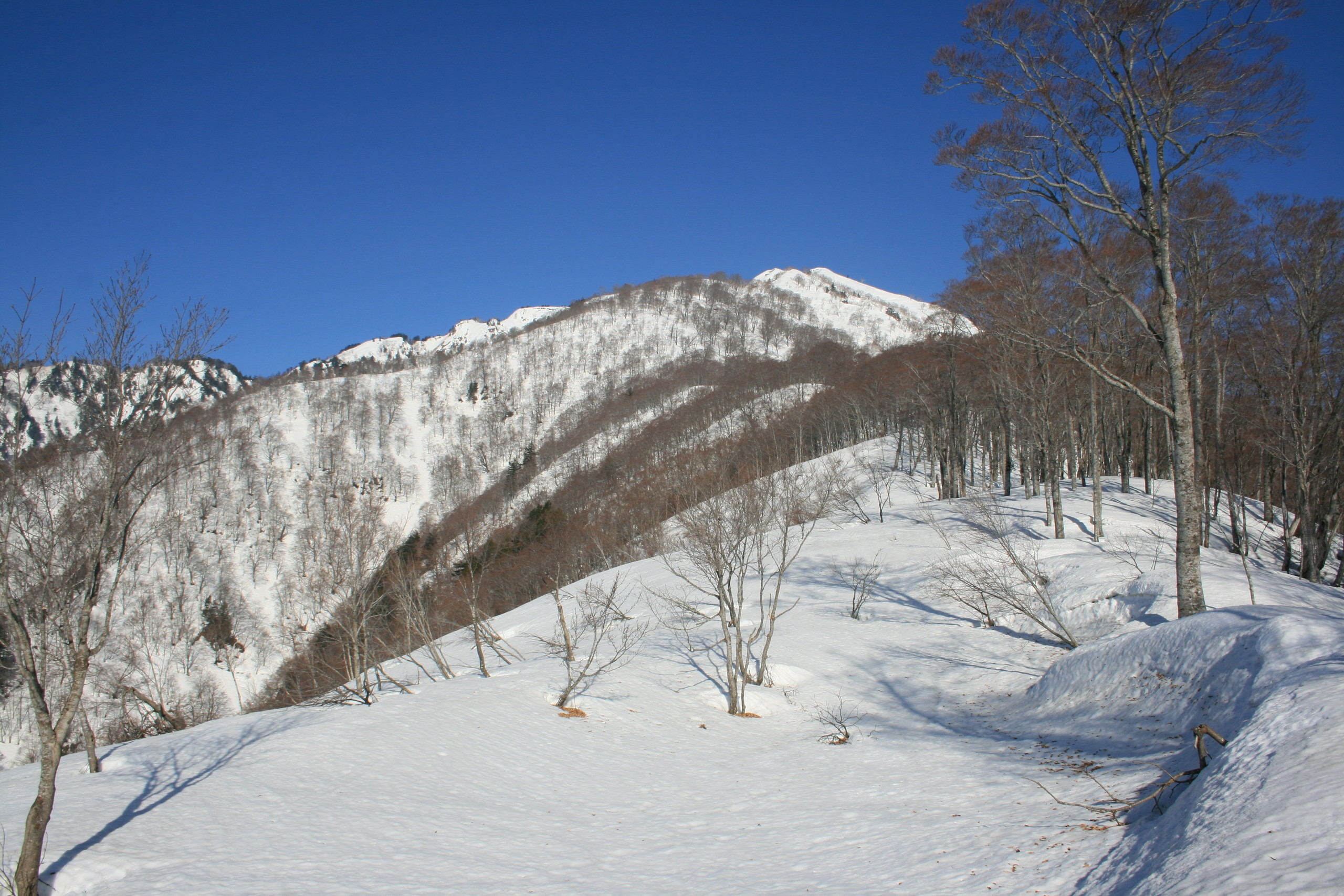
三方崩山登山道から望む残雪期のブナ林の稜線
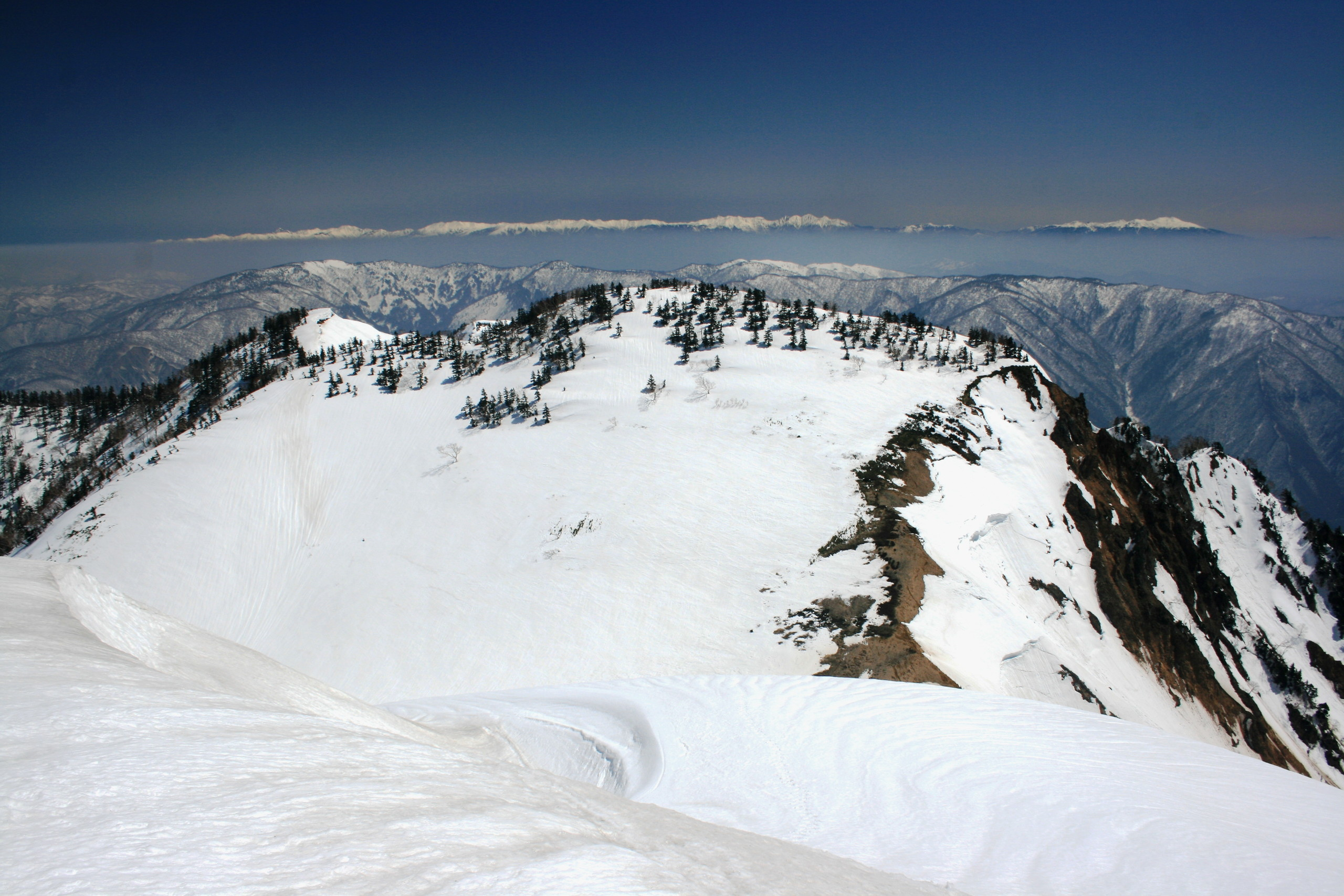
奥三方岳から望む三方崩山と北アルプス
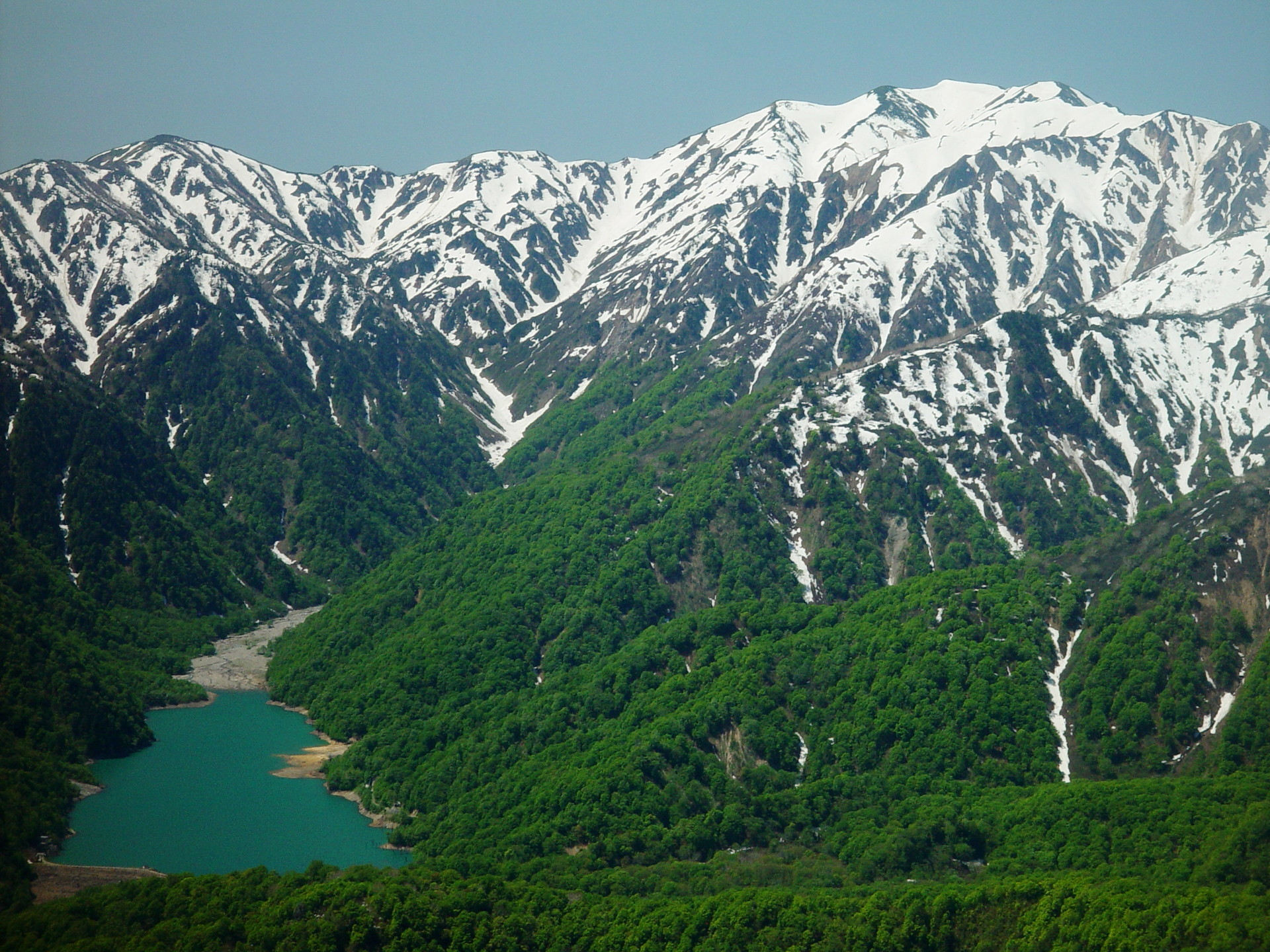
奥三方岳から望む白水湖と別山
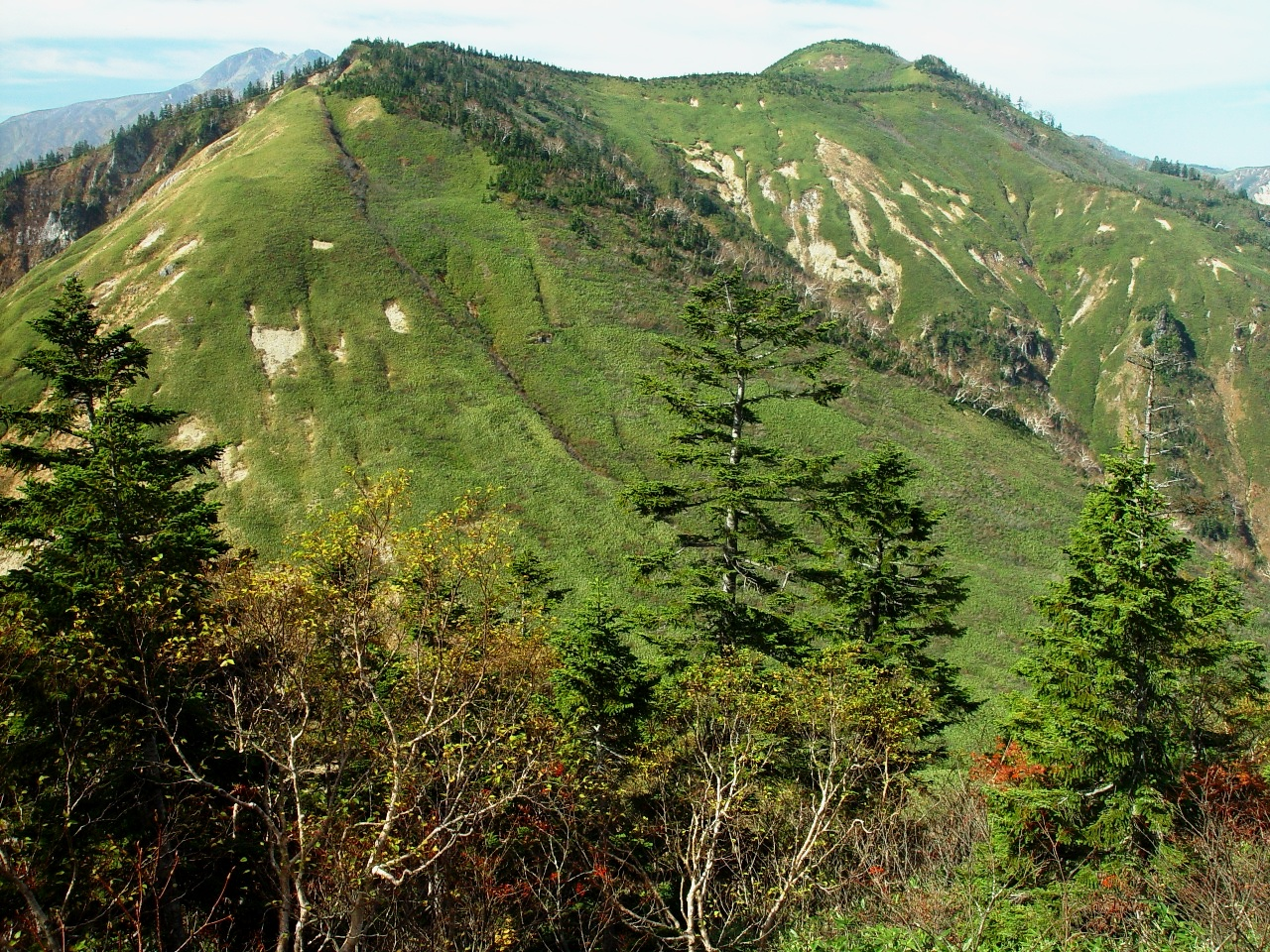
三方崩山から望むクマザサが生い茂る奥三方岳